# Марусяк Олег Романович
Олег Романович Марусяк (нар. 24 вересня 1968, Чернівці) — український приватний підприємець, політик. Народний депутат України 9-го скликання.

## Життєпис
Освіта вища.
Марусяк є власником фірми «Каретний двір», що спеціалізується на ремонті автомобілів.
Він працює генеральним директором приватного підприємства «Гаразд», яке надає послуги будівельної спецтехніки по всій Україні.
Кандидат у народні депутати від партії «Слуга народу» на парламентських виборах 2019 року, № 52 у списку. На час виборів: директор ПП «Гаразд», безпартійний. Проживає в місті Калуш Івано-Франківської області.
Член Комітету Верховної Ради з питань фінансів, податкової та митної політики, голова підкомітету з питань організації та оподаткування грального бізнесу.

## Скандали
22 липня 2025 року проголосував за проєкт закону 12414, що обмежує Національне антикорупційне бюро України та Спеціалізовану антикорупційну прокуратуру. Закон викликав хвилю антикорупційних протестів.